# 小行星21687
小行星21687（21687 Filopanti）是一颗绕太阳运转的小行星，为主小行星带小行星。该小行星于1999年9月11日发现。

## 轨道参数
小行星21687的轨道半长轴为2.7779327 UA，离心率为0.077。